# Uche Nwofor
Uche Innocent Nwofor (Lagos, 17 de setembro de 1991) é um futebolista profissional nigeriano, atua como atacante, atualmente defende o Boavista Futebol Clube de Portugal.